# Torpedo nobiliana
Espèce
Statut de conservation UICN

 DD  : Données insuffisantes
La torpille noire, Torpedo nobiliana, est une espèce de raies électrique appartenant à la famille des Torpedinidae.Elle peut peser jusqu'à 90 kg et délivrer des chocs de 60 à 230 volts dépassant 30 ampères.

## Utilisation
Scribonius Largus évoque la torpille noire vivante comme traitement des maux de tête même des plus intolérables, selon lui le traitement est immédiat et définitif. Il précise par ailleurs qu'il faut avoir plusieurs torpilles à sa disposition et retirer la torpille dès l'effet obtenu de peur d'enlever toute sensibilité en cette partie (Compositiones, XI). Scribonius Largus évoque également le traitement de la goutte par cette même torpille quand l'accès douloureux se fait sentir : il faut attendre l'engourdissement de tout le pied et le tibia jusqu'au genou. Il rapporte également que ce traitement est définitif et que l'affranchi de l'empereur Tibère chargé des successions, Anteros, a été guéri ainsi (Compositiones, CLXII). Pline l'Ancien évoque également d'autres utilisations thérapeutiques de la torpille dans son Histoire naturelle : contre la chute du rectum (XXXII, 33) ; procurant un accouchement facile (XXXII, 46, 4) ; vertus épilatoires de la cervelle de torpille appliquée avec de l'alun le 6e jour de la lune (XXXII, 47, 1) ; le fiel d'une torpille vivante appliqué sur les parties génitales comme anaphrodisiaque (XXXII, 50, 1).  
Dioscoride (II, 15) et Galien (De simplicium medicamentorum temperamentis ac facultatibus, XI, 48) préconiseront également l'utilisation de la torpille contre les maux de tête. Même si Galien précise qu'il fit l'expérience de deux traitements différents et qu'ils furent des échecs.  
Marcellus évoque également un traitement pour les malades de la rate en utilisant une torpille noire (ou une sole ou un turbot) en spécifiant qu'on doit les relâcher en vie dans la mer (De Medicamentis, XXIII, 44). Ce traitement est déjà évoqué par Pline l'Ancien dans son Histoire naturelle (XXXII, 32).  